# Mîroliubivka, Novovoronțovka
Mîroliubivka (în ucraineană Миролюбівка) este localitatea de reședință a comunei Mîroliubivka din raionul Novovoronțovka, regiunea Herson, Ucraina.

## Demografie
Componența lingvistică a localității Mîroliubivka
     Ucraineană (96,44%)
     Rusă (3,28%)
Conform recensământului din 2001, majoritatea populației localității Mîroliubivka era vorbitoare de ucraineană (96,44%), existând în minoritate și vorbitori de rusă (3,28%).